# فاليري إشام
فاليري إشام (بالإنجليزية: Valerie Isham)‏ هي إحصائية ورياضياتية بريطانية، ولدت في 1947.